# Elliot Lorraine
Elliot Lorraine (ur. 29 września 1994 w Sztokholmie) – szwedzki hokeista.
Jego brat Johan (ur. 1993) także został hokeistą.

## Kariera
- SDE HF U16 (2009/2010)
- SDE HF J18 2 (2009/2010)
- SDE HF J18 (2010-2011)
- Södertälje SK J18 (2011-2012)
- Botkyrka HC J20 (2012-2013)
- Botkyrka HC (2012/2013)
- Almtuna IS J20 (2013/2014)
- Väsby IK (2013/2014)
- Wings HC J20 (2013/2014)
- Wings HC Arlanda (2013/2014)
- Idaho Jr. Steelheads (2014/2015)
- Rio Grande Valley Killer Bees (2014/2015)
- Vallentuna BK (2015)
- Kalix HC J20 (2015)
- Kalix HC (2015/2016)
- Haninge Anchors (2016-2017)
- Nacka HK (2017-2018)
- Väsby IK (2018-2021)
- HC Vita Hästen (2021-2022)
- Comet Halden (2021-2022)
- STS Sanok (2022-2023)
- Dunaújvárosi Acélbikák (2023-2024)
- Re-Plast Unia Oświęcim (2024)
- Meudon HC (2024-)

Wychowanek klubu Hammarby IF. W sezonie 2014/2015 przebywał w Stanach Zjednoczonych grając w zespołach z rozgrywek WSHL i NAHL. W Szwecji grał w ligach Hockeyettan na trzecim poziomie rozgrywkowym i w HockeyAllsvenskan na drugim. Pod koniec września 2022 został zawodnikiem drużyny Comet Halden w drugiej lidze norweskiej. 13 listopada 2022 ogłoszono jego transfer do STS Sanok w rozgrywkach Polskiej Hokej Ligi (trzy dni później do tego klubu dołączył także jego brat Johan). Od września 2023 zawodnik węgierskiego klubu Dunaújvárosi Acélbikák. Pod koniec stycznia 2024 został zaangażowany do Unii Oświęcim. Latem 2024 przeszedł do francuskiego Meudon HC.

## Sukcesy
Klubowe
- Złoty medal mistrzostw Polski: 2024 z Unią Oświęcim